# Quasistaffella
Quasistaffella es un género de foraminífero bentónico de la subfamilia Pseudostaffellinae, de la familia Ozawainellidae, de la superfamilia Fusulinoidea, del suborden Fusulinina y del orden Fusulinida. Su especie tipo es Quasistaffella postparadoxa. Su rango cronoestratigráfico abarcaba el Moscoviense (Carbonífero medio).

## Discusión
Clasificaciones más recientes incluirían Quasistaffella en la subfamilia Eostaffellinae, de la familia Eostaffellidae, de la superfamilia Ozawainelloidea, y en la subclase Fusulinana de la clase Fusulinata. Otras clasificaciones incluirían Quasistaffella en la familia Pseudostaffellidae. Quasistaffella fue propuesto como un subgénero de Pseudostaffella, es decir, Pseudostaffella (Quasistaffella).

## Clasificación
Quasistaffella incluye a la siguiente especie:
- Quasistaffella postparadoxa